# Goulding (Florida)
Goulding és una concentració de població designada pel cens dels Estats Units a l'estat de Florida. Segons el cens del 2000 tenia 4.484 habitants.

## Demografia
Segons el cens del 2000, Goulding tenia 4.484 habitants, 1.298 habitatges, i 624 famílies. La densitat de població era de 1.407,5 habitants/km².
Dels 1.298 habitatges en un 15,4% hi vivien nens de menys de 18 anys, en un 19% hi vivien parelles casades, en un 23,3% dones solteres, i en un 51,9% no eren unitats familiars. En el 47,1% dels habitatges hi vivien persones soles el 27,5% de les quals corresponia a persones de 65 anys o més que vivien soles. El nombre mitjà de persones vivint en cada habitatge era de 2,15 i el nombre mitjà de persones que vivien en cada família era de 3,2.
Per edats la població es repartia de la següent manera: un 14,3% tenia menys de 18 anys, un 12,3% entre 18 i 24, un 34,4% entre 25 i 44, un 18,8% de 45 a 60 i un 20,1% 65 anys o més.
L'edat mediana era de 39 anys. Per cada 100 dones de 18 o més anys hi havia 141,6 homes.
La renda mediana per habitatge era de 14.750 $ i la renda mediana per família de 22.969 $. Els homes tenien una renda mediana de 18.606 $ mentre que les dones 17.500 $. La renda per capita de la població era de 8.876 $. Entorn del 25% de les famílies i el 30,4% de la població estaven per davall del llindar de pobresa.

## Poblacions més properes
El següent diagrama mostra les poblacions més properes.